# Veliki hrvatsko-engleski rječnik
Veliki hrvatsko-engleski rječnik jedna je od najpoznatijih hrvatskih dvojezičnih rječnika. Prvo izdanje rječnika tiskano je 1999, godine u Zagrebu i proteže se na 1696 dvostupačnih stranica. Izdavač ove knjige je Nakladni zavod Globus. Rječnik sadrži preko 123 000 leksičkih jedinica od kojih su 75 000 natuknica i 48 000 frazema. Također obrađuje 223 000 značenja i oko 33 000 obrazloženih upućivanja na drugu natuknicu. Veliki hrvatsko-engleski rječnik sadrži i brojne autorove inovacije.

## Opis
Kvalitetni papirnati omot, koji je ujedno i naslovnica knjige, sadrži bijelu, crvenu i plavu boju. Velikim crvenim tiskanim slovom otiskano je slovo H koje ukazuje da je rječnik hrvatsko-engleski. Na naslovnici se nalazi i ime autora knjige te naziv izdavača. Same korice knjige su tamnoplave boje sa srebrnim slovom H. Stranice knjige su tanke i glatke te se time sprječava suvišna masa knjige.
Natuknice rječnika su podebljane i izvučene za dva slova kako bi se istaknule od ostatka teksta. Rječnik obiluje primjerima i prijevodima. Sadržaj rječnika pažljivo je odabiran, uvrštavane su najfrekventnije riječi i njihovi prijevodi te su tim unosima izbjegnute nepotrebne informacije kojima bi se rječnik napuhao, a ne bi učinio korisnim. Na kraju knjige nalazi se sustav hrvatskih tvorbenih natuknica to jest sufiksi poredani abecednim redom.

## Rad na rječniku
Autor ove knjige je akademik Željko Bujas. Recenzenti Velikog hrvatsko-engleskog rječnika su prof. dr. Vladimir Ivir i prof. dr. Damir Kalogjera. Urednica rječnika je prof. Sunita Bujas. na korekturi su radili Branko Iljazović i Danijela Živković, na reviziji je također radio Branko Iljazović. Likovnu opremu pripremila je Maja Franić. Knjigu je izdao Nakladni zavod Globus u biblioteci Rječnici i leksikoni, a tiskao i uvezao DELO Tiskarna d.d., Ljubljana.